# Разделна (Старозагорська область)
Разде́лна (болг. Разделна) — село в Старозагорській області Болгарії. Входить до складу общини Гилибово.

## Населення
За даними перепису населення 2011 року у селі проживали 118 осіб, усі — болгари.
Розподіл населення за віком у 2011 році:
Динаміка населення: